# The Answer (1916)
The Answer é um filme mudo britânico de 1916, dirigido por Walter West e estrelado por Muriel Martin-Harvey,  George Foley e Dora Barton.
Foi baseado em um romance de Newman Flower.

## Elenco

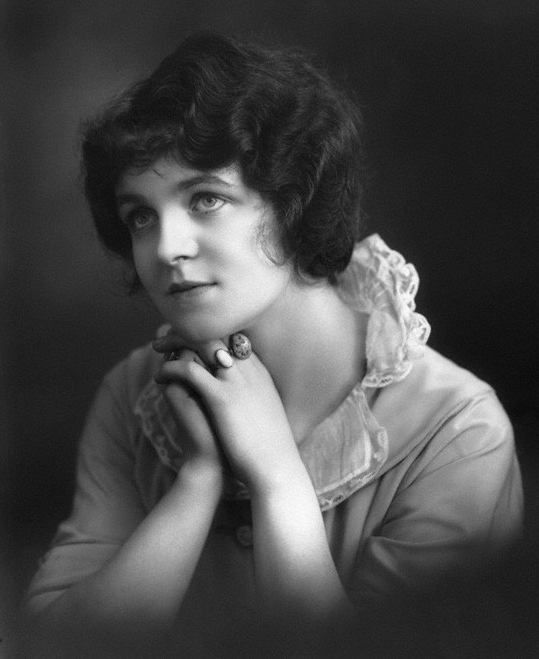
Muriel Martin-Harvey

- Muriel Martin-Harvey
- George Foley - Justin Siddeley
- Dora Barton
- George Bellamy
- Joseph Tozer
- Gregory Scott
- Arthur M. Cullin